# Palmaritolijster
De palmaritolijster (Turdus haplochrous) is een zangvogel uit de familie lijsters (Turdidae). De vogel werd in 1931 geldig beschreven door de Amerikaanse ornitholoog Walter Edmond Clyde Todd.

## Verspreiding en leefgebied
Deze soort komt endemisch voor in Bolivia. Het leefgebied bestaat uit ooibossen langs rivieren op 250 tot 350 meter boven zeeniveau in de departementen Santa Cruz en Beni.